# Yūki Inoue
Yūki Inoue (jap. 井上 雄幾 Inoue Yūki; ur. 31 października 1977) – japoński piłkarz występujący na pozycji obrońcy.

## Kariera klubowa
Od 1996 do 2011 roku występował w klubach Yokohama Flügels, JEF United Ichihara, Sagawa Express Tokyo, Montedio Yamagata, Ventforet Kōfu, Tochigi SC, Blaublitz Akita i Tonan Maebashi.